# The Jesus and Mary Chain
The Jesus and Mary Chain é uma banda escocesa de rock alternativo formada em 1984, cujas músicas eram compostas pela dupla de irmãos Jim Reid e William Reid. A banda voltou aos palcos em 2007, após uma pausa de oito anos.
Ficaram conhecidos por unir melodias inspiradas no rock dos anos 1960 (The Velvet Underground, Beach Boys, The Who) ao som sujo e distorcido criado com pedais e amplificadores. Os shows ao vivo eram notórios pela indiferença da banda em relação à plateia. Jim Reid chegava a tocar de costas para o público e alguns shows duravam apenas dez minutos. No fim dos anos 1980, a Universidade Politécnica de Londres foi palco de uma revolta do público contra a banda. Os pagantes destruíram o auditório da Universidade, em uma onda de violência que expôs os irmãos Reid aos holofotes da mídia especializada.
A banda serviu de inspiração para o shoegaze.
Em 1999, após uma série de brigas, os irmãos Jim e William Reid anunciariam o fim do Jesus and Mary Chain.
Mas em abril de 2007 a dupla se reuniu novamente no festival Coachella, Califórnia. Após um breve show de pré-estreia na quinta-feira (26), em Pomona, também na Califórnia, os irmãos Reid tocaram por cerca de uma hora no deserto de Índio. Foram uma das atrações da noite de abertura do festival, que também trouxe de volta aos palcos as bandas Happy Mondays e Rage Against the Machine. Em uma performance aclamada pelo público e pela crítica, Jim e William surpreenderam positivamente tocando as principais canções da carreira e até uma faixa inédita. A execução da música "Just Like Honey" contou com a participação especial da atriz Scarlett Johanson nos vocais de apoio. A canção foi tema do filme "Encontros e Desencontros", dirigido por Sofia Coppola e protagonizado por Scarlett.

## Início da carreira
The Jesus and Mary Chain girava originalmente em torno da parceria de composição de seus dois membros principais. Para conceber por completo suas visões da banda, os irmãos Reid recrutaram o baixista Douglas Hart e o baterista Murray Dalglish. Esse foi rapidamente substituído por Bobby Gillespie (que iria liderar o Primal Scream posteriormente), e a banda gravou o single de estreia, "Upside Down", lançado em outubro de 1984 pela Creation Records. Apesar de o single ter recebido elogios gerais da crítica da imprensa da música britânica, e do fato de a banda ser fanaticamente defendida pela NME, foram os shows ao vivo deles que lhes deram mais destaque.

## Discografia

### Álbuns
| Ano  | Álbum                             | UK | US  | Obs.                                    |
| ---- | --------------------------------- | -- | --- | --------------------------------------- |
| 1985 | "Psychocandy"                     | 31 | 188 | -                                       |
| 1987 | "Darklands"                       | 5  | 161 | -                                       |
| 1988 | "Barbed Wire Kisses"              | 9  | 192 | Coleção de b-sides e raridades          |
| 1989 | "Automatic"                       | 11 | 105 | -                                       |
| 1992 | "Honey's Dead"                    | 14 | 158 | -                                       |
| 1993 | "The Sound of Speed"              | 15 | -   | Segunda coleção de b-sides e raridades  |
| 1994 | "Stoned & Dethroned"              | 13 | 98  | -                                       |
| 1995 | "Hate Rock N' Roll"               | -  | -   | Terceira coleção de b-sides e raridades |
| 1998 | "Munki"                           | 47 | -   | -                                       |
| 2000 | "The Complete John Peel Sessions" | -  | -   | -                                       |
| 2002 | "21 Singles"                      | -  | -   | -                                       |
| 2003 | "BBC - Live in Concert"           | -  | -   | -                                       |
| 2017 | "Damage and Joy"                  | -  | -   | -                                       |
| 2024 | "Glasgow Eyes"                    | -  | -   | -                                       |

### Singles & EPs
| Ano  | Música                    | UK singles | US Hot 100 | US Modern Rock | Álbum              |
| ---- | ------------------------- | ---------- | ---------- | -------------- | ------------------ |
| 1984 | "Upside Down"             | -          | -          | -              | -                  |
| 1985 | "Never Understand"        | -          | -          | -              | Psychocandy        |
| 1985 | "You Trip Me Up"          | -          | -          | -              | Psychocandy        |
| 1985 | "Just Like Honey"         | -          | -          | -              | Psychocandy        |
| 1986 | "Some Candy Talking (EP)" | 13         | -          | -              | -                  |
| 1987 | "April Skies"             | 8          | -          | -              | Darklands          |
| 1987 | "Happy When It Rains"     | 25         | -          | -              | Darklands          |
| 1987 | "Darklands"               | 33         | -          | -              | Darklands          |
| 1988 | "Sidewalking"             | 30         | -          | -              | Barbed Wire Kisses |
| 1989 | "Blues From a Gun"        | 32         | -          | 1              | Automatic          |
| 1990 | "Head On"                 | -          | -          | 2              | Automatic          |
| 1990 | "Rollercoaster (EP)"      | -          | -          | -              | Honey's Dead       |
| 1991 | "The Peel Sessions (EP)"  | -          | -          | -              | -                  |
| 1992 | "Reverence (EP)"          | 10         | -          | -              | Honey's Dead       |
| 1992 | "Sugar Ray"               | -          | -          | 22             | Honey's Dead       |
| 1992 | "Far Gone and Out (EP)"   | 23         | -          | 3              | Honey's Dead       |
| 1992 | "Almost Gold"             | -          | -          | 13             | Honey's Dead       |
| 1993 | "Sound of Speed (EP)"     | 30         | -          | -              | The Sound of Speed |
| 1994 | "Sometimes Always"        | 22         | 96         | -              | Stoned & Dethroned |
| 1994 | "Come On (EP)"            | -          | -          | -              | Stoned & Dethroned |
| 1998 | "Cracking Up"             | 35         | -          | -              | Munki              |
| 1998 | "I Love Rock and Roll"    | 38         | -          | -              | Munki              |
| 2016 | "Amputation"              | -          | -          | -              | The Damage and Joy |
| 2017 | "Always Sad"              | -          | -          | -              | The Damage and Joy |

## Publicação da biografia no Brasil
Em junho de 2019 foi lançada a edição brasileira do livro "Barbed Wire Kisses - A História do Jesus and Mary Chain", da escritora inglesa Zoë Howe, publicado originalmente em 2014. A edição brasileira, única versão em língua portuguesa da biografia da banda, foi traduzida por Letícia Ferreira e lançada pela Editora Sapopemba.
Douglas Hart, ex-baixista da banda, escreveu o prefácio exclusivo da edição brasileira. No texto, Hart faz duras críticas ao presidente Jair Bolsonaro. “O novo presidente do seu país é tão idiota que eu espero que a leitura deste livro possa alegrar as pessoas por alguns dias. Então, pode ser que elas considerem seriamente a ideia de tirar Bolsonaro do poder na próxima eleição”, escreveu Hart.
De acordo com Mauro Albano, sócio da Editora Sapopemba, Hart entregou o prefácio em maio de 2019, apenas um mês antes da publicação do livro no Brasil.